# Paul Q. Kolderie
Paul Q. Kolderie amerikai producer, hangmérnök. Jelentősebb partnerei Juliana Hatfield, Warren Zevon, a Phish zenésze, Mike Gordon, a Pixies, a Radiohead, a Speedy Ortiz, az Orangutang, a Hole, a Dinosaur Jr., a Wax, az Uncle Topelo, a Throwing Muses, a Morphine, a The Mighty Mighty Bosstones, az Abandoned Pools és a The Go-Go’s. Producei munkáiban általában segítségére van Sean Slade.
1985-ben a Sex Execs tagjaival, Sean Slade-del és Jim Fittinggel, valamint Joe Harvard zenésszel és producerrel közreműködtek a bostoni Fort Apache Studios megnyitásában. Kolderie zenélt a detroiti Goober & the Peas cowpunk együttesben, valamint a Raisins In The Sunnal is együtt dolgozott.

## Közreműködései

### Albumok

#### Producerként
| Év   | Előadó                           | Album                             |
| ---- | -------------------------------- | --------------------------------- |
| 1987 | Big Dipper                       | Heavens                           |
| 1989 | Bullet LaVolta                   | The Gift                          |
| 1989 | Das Damen                        | Mousetrap                         |
| 1989 | Hullabaloo                       | Beat Until Stiff                  |
| 1990 | Blood Oranges                    | Corn River                        |
| 1990 | The Mighty Mighty Bosstones      | Devil’s Night Out                 |
| 1990 | The Lemonheads                   | Favorite Spanish Dishes           |
| 1990 | The Lemonheads                   | Lovey                             |
| 1990 | Uncle Topelo                     | No Depression                     |
| 1991 | Clockhammer                      | Carrot                            |
| 1991 | Firehose                         | Flyin’ the Flannel                |
| 1991 | Clockhammer                      | Klinefelter                       |
| 1991 | Field Trip                       | Ripe                              |
| 1991 | Uncle Topelo                     | Still Feel Gone                   |
| 1991 | Titanics                         | Titanics (Taang!)                 |
| 1992 | Morphine                         | Good                              |
| 1992 | Buffalo Tom                      | Let Me Come Over                  |
| 1992 | The Mighty Mighty Bosstones      | More Noise and Other Disturbances |
| 1992 | The Mighty Mighty Bosstones      | Where’d You Gou                   |
| 1993 | Blackfish                        | Blackfish                         |
| 1993 | The Welcome Mat                  | Gram                              |
| 1993 | Morphine                         | Cure for Pain                     |
| 1993 | Gigolo Aunts                     | Full-On Boom                      |
| 1993 | Radiohead                        | Pablo Honey                       |
| 1994 | Belly                            | Are You Experienced               |
| 1994 | Firehose                         | Big Bottom Pow Wow                |
| 1994 | Miles Dethmuffen                 | Clutter                           |
| 1994 | Orangutang                       | Dead Sailor Acid Blues            |
| 1994 | Gigolo Aunts                     | Flippin’ Out                      |
| 1994 | Tripmaster Monkey                | Goodbye Race                      |
| 1994 | Tackle Box                       | Grand Hotel                       |
| 1994 | Hole                             | Live Through This                 |
| 1994 | Belly                            | Moon                              |
| 1994 | The Mighty Mighty Bosstones      | Question the Answers              |
| 1995 | Wax                              | 13 Unlucky Numbers                |
| 1995 | Echobelly                        | Great Things, Pt.1                |
| 1995 | Echobelly                        | Great Things, Pt.2                |
| 1995 | Morphine                         | Honey White                       |
| 1995 | The Upper Crust                  | Let Them Eat Rock                 |
| 2002 | Piebald                          | We Are the Only Friends We Have   |
| 2008 | Jason Benett & the Resistance    | Hope Dies Fast-                   |
| 2009 | Portugal. The Man                | The Satanic Satanist              |
| 2009 | Big D & The Kids Table           | Fluent In Stroll                  |
| 2012 | Grant Langston & The Supermodels | Working Until I Die               |
| 2013 | Sirsy                            | Coming Into Fame                  |
| 2014 | Mike Gordon                      | Overstep                          |

#### Keverőként
| Év   | Előadó                           | Album                    |
| ---- | -------------------------------- | ------------------------ |
| 1995 | Papas Fritas                     | Papas Fritas             |
| 1998 | 12 Rods                          | Split Personalities      |
| 2006 | The Sounds                       | Dying to Say This to You |
| 2008 | Joe Jackson                      | Rain                     |
| 2008 | Portugal. The Man                | Censored Colors          |
| 2009 | Buffalo Tom                      | Skins                    |
| 2009 | Peter Baldachri                  | Tomorrow Never Knows     |
| 2012 | Grant Langston & The Supermodels | Working Until I Die      |
| 2015 | The Peasants                     | Big Sunny Day            |
| 2015 | Spirit Family Reunion            | Hands Together           |

#### Hangmérnökként
| Év   | Előadó                            | Album                                                 |
| ---- | --------------------------------- | ----------------------------------------------------- |
| 1987 | Pixies                            | Come On Pilgrim                                       |
| 1987 | Big Dipper                        | Heavens                                               |
| 1987 | Carol Montag                      | White                                                 |
| 1988 | Dinosaur Jr.                      | Bug                                                   |
| 1988 | Throwing Muses                    | House Tornado                                         |
| 1988 | Pixies                            | Surfer Rosa/Come On Pilgrim                           |
| 1988 | Pixies                            | Surfer Rosa                                           |
| 1989 | Blake Babies                      | Earwig                                                |
| 1989 | Bullet LaVolta                    | The Gift                                              |
| 1989 | Plan 9                            | Ham and Sam Jammin’                                   |
| 1989 | Das Damen                         | Mousetrap                                             |
| 1989 | Volcano Suns                      | Thing of Beauty                                       |
| 1989 | Christmas                         | Ultra Prophets of Thee Psykick Revolution             |
| 1990 | The Blood Oranges                 | Corn River                                            |
| 1990 | The Mighty Mighty Bosstones       | Devil’s Night Out                                     |
| 1990 | The Cavedogs                      | Joyrides for Shut-Ins                                 |
| 1990 | Barrence Whitfield & the Savages  | Let’s Lose It                                         |
| 1990 | Hullabaloo                        | Dead Serious                                          |
| 1990 | Uncle Tupelo                      | No Depression                                         |
| 1991 | Billy Bragg                       | Accident Waiting to Happen                            |
| 1991 | Throwing Muses                    | Counting Backwards                                    |
| 1991 | Firehouse                         | Flyin’ the Flanel                                     |
| 1991 | Clockhammer                       | Klinefelter                                           |
| 1991 | Field Trip                        | Ripe                                                  |
| 1991 | Uncle Tupelo                      | Still Feel Gone                                       |
| 1991 | Titanics                          | Titanics (Taang!)                                     |
| 1991 | Treat Her Right                   | What’s Good For You                                   |
| 1992 | Goober & the Peas                 | Complete Works of Goober & the Peas                   |
| 1992 | Throwing Muses                    | Firepile#1                                            |
| 1992 | Throwing Muses                    | Firepile#2                                            |
| 1992 | Morphine                          | Good                                                  |
| 1992 | The Mighty Mighty Bosstones       | More Noise and Other Disturbances                     |
| 1993 | Blackfish                         | Blackfish                                             |
| 1993 | Radiohead                         | Pablo Honey                                           |
| 1994 | Miles Dethmuffen                  | Clutter                                               |
| 1994 | Orangutang                        | Dead Sailor Acid Blues                                |
| 1994 | Tripmaster Monkey                 | Goodbye Race                                          |
| 1994 | Hole                              | Live Through This                                     |
| 1994 | The Mighty Mighty Bosstones       | Question the Answers                                  |
| 1994 | Kristin Hersh                     | Strings                                               |
| 1995 | Echobelly                         | Great Things, Pt.1                                    |
| 1995 | Echobelly                         | Great Things, Pt.2                                    |
| 1996 | Dink                              | Blame it on Tito                                      |
| 1996 | Tracy Bonham                      | The Burdens of Being Upright                          |
| 1996 | Blameless                         | Signs Are All There                                   |
| 1996 | 60 Ft. Dolls                      | Supernatural Joys                                     |
| 1997 | Morphine                          | B-Sides and Otherwise                                 |
| 1997 | Pixies                            | Death to the Pixies 1987–1991                         |
| 1997 | Jamie Blake                       | Jamie Blake                                           |
| 1997 | The Mighty Mighty Bosstones       | Let’s Face It                                         |
| 1997 | Hole                              | My Body, the Hand Grenade                             |
| 1998 | Treat Her Right                   | Anthology: 1985 – 1990                                |
| 1998 | Come                              | Gently, Down the Stream                               |
| 1998 | Gerard Collier                    | Gerard Collier                                        |
| 1998 | Radiohead                         | Itch                                                  |
| 1998 | The Mighty Mighty Bosstones       | Live From the Middle East                             |
| 1999 | Fuzzy                             | Hurray for Everything                                 |
| 1999 | Hole                              | Live Through This                                     |
| 2000 | Warren Zevon                      | Life’ll Kill Ya                                       |
| 2000 | The Mighty Mighty Bosstones       | Pay Attention                                         |
| 2001 | Echobelly                         | Best of Echobelly: I Can’t Imagine World Without Me   |
| 2001 | Pixies                            | Complete B-Sides                                      |
| 2001 | Phil Aiken                        | Don’t Look Down                                       |
| 2001 | Dinosaur Jr.                      | Ear-Bleeding Country: The Best of Dinosaur Jr.        |
| 2001 | Kris Delmhorst                    | Five Stories                                          |
| 2001 | The Go-Go’s                       | God Bless The Go-Go’s                                 |
| 2002 | Uncle Tupelo                      | 89/93: An Anthology                                   |
| 2002 | Matthew                           | Everybody Down                                        |
| 2002 | Flying Nuns                       | Everything’s Impossible These Days                    |
| 2002 | State Radio                       | Flag of the Shiners                                   |
| 2002 | Warren Zevon                      | Genius: The Best of Warren Zevon                      |
| 2002 | Juliana Hatfield                  | Gold Stars 1992–2002: The Juliana Hatfield Collection |
| 2002 | Cave In                           | Lost in the Air                                       |
| 2002 | Pixies                            | Pixies                                                |
| 2003 | Cave In                           | Anchor (UK CD#2)                                      |
| 2003 | Everton Blender                   | King Man                                              |
| 2003 | Kris Delmhorst                    | Songs for a Hurricane                                 |
| 2004 | Pie Bald                          | All Ears, All Eyes, All the Time                      |
| 2004 | Avoid One Thing                   | Chopstick Bridge                                      |
| 2004 | The Steepwater Band               | Dharmakaya                                            |
| 2004 | Catie Curtis                      | Dreaming in Romance Languages                         |
| 2004 | The Briggs                        | Leaving the Ways                                      |
| 2004 | Jake Brennan & the Confidence Men | Love & Bombs                                          |
| 2004 | The Figgs                         | Palais                                                |
| 2004 | Read Yellow                       | Radios Burn Faster                                    |
| 2004 | The Soft Explosions               | Ride Between the Eyes Sandbox                         |
| 2004 | Toots & the Maytals               | True Love                                             |
| 2004 | Pixies                            | Wave of Mutilation: The Best of Pixies                |
| 2005 | The Mighty Mighty Bosstones       | The 20th Century Masters - The Millennium collection  |
| 2005 | Kirsty MacColl                    | The Best of Kirsty MacColls                           |
| 2005 | Lost City Angels                  | Broken World                                          |
| 2005 | Kirsty MacColl                    | From Croydon to Cuba: An Anthology                    |
| 2005 | Juliana Hatfield                  | Made in China                                         |
| 2005 | Sarah Borges                      | Silver City                                           |
| 2006 | The Upper Crust                   | Cream of the Crust                                    |
| 2006 | Sebadoh                           | III (US Expanded)'                                    |
| 2006 | Jeniffer Kimball                  | Oh Hear Us                                            |
| 2006 | The Blizzard of 78                | Where All Life Hangs                                  |
| 2006 | The Dresden Dolls                 | Yes, Virginia…                                        |
| 2007 | Bill Morrissey                    | Come Running                                          |
| 2007 | Heavy Trash                       | Going Way Out with Heavy Trash                        |
| 2007 | Toots & the Maytals               | Light Your Light                                      |
| 2007 | Warren Zevon                      | Preludes                                              |
| 2007 | Radiohead                         | Radiohead Box Set                                     |
| 2007 | Girl Authority                    | Road Trip                                             |
| 2007 | Kelly Willis                      | Translated from Love                                  |
| 2008 | Radiohead                         | Radiohead: The Best Of                                |
| 2008 | The Dresden Dolls                 | No, Virginia…                                         |
| 2008 | Eric Hutchinson                   | Sounds Like This                                      |
| 2008 | Big Dipper                        | Supercluster: The Big Dipper Anthology                |
| 2010 | New Collisions                    | The Optimist                                          |
| 2012 | Weed Kibbles                      | Sally and Dentist's ICQ Crushes                       |

### Dalok
- Goo Goo Dolls – Lazy Eye (1997)

## Fordítás
Ez a szócikk részben vagy egészben  a   Paul Q. Kolderie című angol Wikipédia-szócikk ezen változatának fordításán alapul.  Az eredeti cikk szerkesztőit annak laptörténete sorolja fel. Ez a jelzés csupán a megfogalmazás eredetét és a szerzői jogokat jelzi, nem szolgál a cikkben szereplő információk forrásmegjelöléseként.